# Luis de Torres
Luis de Torres (m. 1493) foi o intérprete de Cristóvão Colombo na sua primeira viagem ao novo mundo. Um judeu, converteu-se ao catolicismo pouco antes de deixar a Espanha, para evitar a expulsão que se confirmaria com o decreto de Alhambra.
Foi membro da expedição de Colombo por causa do seu conhecimento de hebraico, aramaico e árabe. Colombo pensava que estas línguas poderiam ser úteis na Ásia porque lhe permitiriam comunicar com os comerciantes judeus locais e possivelmente ele também poderá ter acreditado no encontrar dos descendentes das Dez tribos perdidas de Israel.
Ao chegar ao Novo Mundo, Torres foi enviado numa expedição à terra para encontrar o grão-cã, descrito por Marco Polo. Ele relatou sobre o costume nativo de secar folhas, inseri-las em tubos de cana, queimando-as, inalando o seu fumo: foi o primeiro Europeu a tomar contacto com o Tabaco.